# Dark Water (film 2002)
Dark Water (仄暗い水の底から?, Honogurai mizu no soko kara, lett. "Dalle profondità dell'acqua scura"), in Italia distribuito anche col titolo Acqua scura, è un film del 2002 diretto da Hideo Nakata.
La pellicola è ispirata all'omonimo racconto di Kōji Suzuki. Nel 2005 negli Stati Uniti ne è stato prodotto un remake dal titolo omonimo diretto da Walter Salles.

## Trama
Yoshimi Matsubara è una giovane donna in fase di separazione dal marito, con cui è impegnata in una battaglia legale per la custodia della figlia di sei anni, Ikuko. Yoshimi cerca una nuova casa per lei e la figlia e va a vedere un appartamento condominiale piuttosto vecchio, accompagnata dall'agente immobiliare. Durante la visita, Ikuko sale fino sul tetto dell'edificio e trova una borsetta rossa da bambina, che viene poi consegnata alla portineria del palazzo, fra gli oggetti smarriti. 
Yoshimi decide quindi di trasferirsi nell'appartamento, dal cui soffitto, ben presto, comincia a gocciolare acqua. Inoltre, proprio dall'appartamento soprastante, si sente un rumore di passi. Yoshimi prova a cercare gli abitanti del piano di sopra, per segnalare la perdita d'acqua, ma non risponde nessuno. Tuttavia, mentre scende con l'ascensore, intravede una bambina con un impermeabile giallo che esce dall'appartamento, così Yoshimi torna indietro per parlarle, ma è sparita. 
In seguito ad un colloquio di lavoro, Yoshimi arriva in ritardo all'asilo della figlia e nota per caso il volantino di una persona scomparsa due anni prima, una bimba chiamata Mitsuko Kawai. Nelle vicinanze, Yoshimi ritrova Ikuko insieme al padre, che era venuto a prenderla all'asilo e, dopo un diverbio con il marito, la riprende con sè. Tornate a casa, madre e figlia si recano sul tetto del condominio per accendere dei fuochi d'artificio e ritrovano la borsetta rossa da bambina. Yoshimi la getta in un bidone della spazzatura. 
Nei giorni successivi si verificano degli eventi inquietanti che coinvolgono la piccola Ikuko. All'asilo viene soccorsa priva di sensi e a casa viene ritrovata dalla madre nell'appartamento del piano di sopra, completamente allagato. Yoshimi realizza che quello era l'appartamento della famiglia Kawai. La donna è molto preoccupata e si prepara ad andare via dall'appartamento, ma viene dissuasa dall'avvocato che segue la sua causa in tribunale, infatti il giudice non vedrebbe di buon occhio un trasferimento repentino. 
Grazie all'intervento dell'avvocato, si ispeziona l'appartamento in cui abitava Mitsuko Kawai e viene coperta la perdita d'acqua sul soffitto di Yoshimi. Tuttavia, dopo aver ritrovato per l'ennesima volta la borsetta rossa, questa volta nello zainetto di Ikuko, Yoshimi si reca nuovamente sul tetto del palazzo e sente provenire dei colpi dalla cisterna idrica. Mitsuko, la bimba scomparsa, era tornata a casa da sola e, durante un intervento di manutenzione, era salita sulla cisterna, trovandola aperta. La sua borsetta era scivolata e così, per recuperarla, Mitsuko era caduta in acqua, affogando. 
Compreso l'accaduto, Yoshimi ritorna nel suo appartamento, ma trova Ikuko stesa in bagno, quasi morta, infatti il fantasma di Mitsuko aveva cercato di affogarla, tirandola a sè nella vasca. Yoshimi prende in braccio la figlia e fugge nell'ascensore per scendere al piano terra, ma si accorge che la vera Ikuko sta uscendo lentamente dall'appartamento e che la bambina al suo fianco è in realtà Mitsuko, che si aggrappa a lei con forza e la chiama mamma. Yoshimi dice a Ikuko di non avvicinarsi e si sacrifica, restando abbracciata a Mitsuko e accettando di essere la sua mamma. 
Dieci anni dopo, Ikuko scende da un bus con delle amiche per andare a trovare una compagna di classe e si ritrova davanti al suo vecchio asilo. In quel momento ricorda la strada per il condominio dove viveva con sua madre, ora totalmente abbandonato. Sale nell'appartamento e rivede Yoshimi. Dopo un breve dialogo, Ikuko le chiede di poter vivere ancora con lei, ma la donna risponde che non è possibile e la ragazza percepisce la presenza di Mitsuko alle sue spalle. Ikuko abbandona l'edificio e realizza che sua madre è sempre rimasta lì per proteggerla. 

## Riconoscimenti
- 2002 - BIFFF
  - Corvo d'Argento
- 2002 - Bucheon International Fantastic Film Festival
  - Premio della giuria
- 2003 - Fantastic'Arts
  - Gran Premio
  - Premio della critica